# والریو مانتووانی
والریو مانتووانی (انگلیسی: Valerio Mantovani؛ زادهٔ ۱۸ ژوئیهٔ ۱۹۹۶) بازیکن فوتبال اهل ایتالیا است.
از باشگاه‌هایی که در آن بازی کرده‌است می‌توان به باشگاه فوتبال سالرنیتانا اشاره کرد.